# 71e cérémonie des Primetime Creative Arts Emmy Awards
La 71e cérémonie des Primetime Creative Arts Emmy Awards, organisée par l'Academy of Television Arts and Sciences, a lieu les 14 et 15 septembre 2019 à Los Angeles et récompense les meilleurs techniciens de la télévision (publique et câblée) américaine en primetime au cours de la saison 2018-2019 (du 1er juin 2018 au 31 mai 2019).
La cérémonie est annexe à la cérémonie principale des Primetime Emmy Awards, qui a lieu une semaine plus tard, le 22 septembre 2019.

## Palmarès

### Performances

#### Meilleur acteur invité dans une série dramatique
- Bradley Whitford pour le rôle de Joseph Lawrence dans The Handmaid's Tale : La Servante écarlate (Épisode: "Postpartum")
  - Michael Angarano pour le rôle de Nick Pearson dans This Is Us (Épisode: "Songbird Road: Part One")
  - Ron Cephas Jones pour le rôle de William dans This Is Us (Épisode: "A Philadelphia Story")
  - Michael McKean pour le rôle de Chuck McGill dans Better Call Saul (Épisode: "Winner")
  - Kumail Nanjiani pour le rôle de Samir Wassan dans The Twilight Zone (Épisode: "The Comedian")
  - Glynn Turman pour le rôle de Nate Lahey, Sr. dans Murder (Épisode: "It Was the Worst Day of My Life")

#### Meilleure actrice invitée dans une série dramatique
- Cherry Jones pour le rôle de Holly dans The Handmaid's Tale : La Servante écarlate (Épisode: "Holly")
  - Laverne Cox pour le rôle de Sophia Burset dans Orange Is the New Black (Épisode: "Well This Took a Dark Turn")
  - Jessica Lange pour le rôle de Constance Langdon dans American Horror Story: Apocalypse (Épisode: "Return to Murder House")
  - Phylicia Rashād pour le rôle de Carol Clarke dans This Is Us (Épisode: "Our Little Island Girl")
  - Cicely Tyson pour le rôle d'Ophelia Harkness dans Murder (Épisode: "Where Are Your Parents?")
  - Carice van Houten pour le rôle de Melisandre dans Game of Thrones (Épisode: "The Long Night")

#### Meilleur acteur invité dans une série comique
- Luke Kirby pour le rôle de Lenny Bruce dans Mme Maisel, femme fabuleuse (Épisode: "All Alone")
  - Matt Damon pour son propre rôle dans Saturday Night Live (Épisode: "Host: Matt Damon")
  - Robert De Niro pour le rôle de Robert Mueller dans Saturday Night Live (Épisode: "Host: Sandra Oh")
  - Peter MacNicol pour le rôle de Jeff Kane dans Veep (Épisode: "Oslo")
  - John Mulaney pour son propre rôle dans Saturday Night Live (Épisode: "Host: John Mulaney")
  - Adam Sandler pour son propre rôle dans Saturday Night Live (Épisode: "Host: Adam Sandler")
  - Rufus Sewell pour le rôle de Declan Howell dans Mme Maisel, femme fabuleuse (Épisode: "Look, She Made a Hat")

#### Meilleure actrice invitée dans une série comique
- Jane Lynch pour le rôle de Sophie Lennon dans Mme Maisel, femme fabuleuse (Épisode: "Vote for Kennedy, Vote for Kennedy")
  - Sandra Oh pour son propre rôle dans Saturday Night Live (Épisode: "Host: Sandra Oh")
  - Maya Rudolph pour le rôle du Juge Gen dans The Good Place (Épisode: "Chidi Sees the Time-Knife")
  - Kristin Scott Thomas pour le rôle de Belinda dans Fleabag (Épisode: "Épisode 3")
  - Fiona Shaw pour le rôle de Counsellor dans Fleabag (Épisode: "Épisode 2")
  - Emma Thompson pour son propre rôle dans Saturday Night Live (Épisode: "Host: Emma Thompson")

#### Meilleur acteur dans une mini-série dramatique ou comique
- Chris O'Dowd pour le rôle de Tom dans State of the Union (en) (Sundance TV)
  - Ed Begley Jr. pour le rôle du Dr. Rosenblatt dans Ctrl Alt Delete (Vimeo)
  - Jimmy Fallon pour le rôle de Beto O'Rourke dans Beto Breaks the Internet (NBC)
  - Ryan O'Connell pour le rôle de Ryan Hayes dans Special (Netflix)
  - Patton Oswalt pour le rôle de Patton dans An Emmy for Megan (en) (anemmyformegan.com

#### Meilleure actrice dans une mini-série dramatique ou comique
- Rosamund Pike pour le rôle de Louise dans State of the Union (en) (Sundance TV)
  - Ilana Glazer pour le rôle de Ilana Wexler dans Hack Into Broad City (Comedy Central)
  - Abbi Jacobson pour le rôle de Abbi Abrams dans Hack Into Broad City (Comedy Central)
  - Jessica Hecht pour le rôle de Mom dans Special (Netflix)
  - Punam Patel pour le rôle de Kim Laghari dans Special (Netflix)

#### Meilleur doublage
- Seth MacFarlane pour Peter Griffin, Stewie Griffin, Brian Griffin, Glenn Quagmire, Tom Tucker et Seamus dans Les Griffin (Épisode: "Con Heiress") (Fox)
  - Hank Azaria pour Moe, Carl, Duffman et Kirk dans Les Simpson (Épisode: "From Russia Without Love") (Fox)
  - Alex Borstein pour Lois Griffin et Tricia Takanawa dans Les Griffin (Épisode: "Throw It Away") (Fox)
  - Eric Jacobson pour Bert, Grover et Oscar dans When You Wish Upon a Pickle: A Sesame Street Special (HBO)
  - Kevin Michael Richardson pour Rosie dans F Is for Family (Épisode: "The Stinger") (Netflix)

#### Meilleure narration
- David Attenborough dans Notre planète (Netflix)
  - Angela Bassett dans The Flood (Nat Geo Wild)
  - Charles Dance dans Savage Kingdom (Nat Geo Wild)
  - Anthony Mendez dans Wonders of Mexico (PBS)
  - Liev Schreiber dans The Many Lives of Nick Buoniconti (HBO)
  - Juliet Stevenson dans Queens of Mystery (Acorn TV)

### Animation

#### Meilleure prestation individuelle en animation(en)
- Age of Sail – Céline Desrumaux (production designer) (YouTube)
- Age of Sail – Bruno Mangyoku (character designer) (YouTube)
- Age of Sail – Jasmin Lai (color) (YouTube)
- Carmen Sandiego – Elaine Lee (background painter) (Épisode: "The Chasing Paper Caper") (Netflix)
- Love, Death & Robots – Alberto Mielgo (production designer) (Épisode: "The Witness") (Netflix)
- Love, Death & Robots – Jun-ho Kim (background designer) (Épisode: "Good Hunting") (Netflix)
- Love, Death & Robots – David Pate (character animator) (Épisode: "The Witness") (Netflix)
- Love, Death & Robots – Owen Sullivan (storyboard artist) (Épisode: "Sucker of Souls") (Netflix)

### Casting

#### Meilleur casting dans une série dramatique
- Game of Thrones (HBO)
  - Killing Eve (BBC America)
  - Ozark (Netflix)
  - Pose (FX)
  - Succession (HBO)

#### Meilleur casting dans une série comique
- Fleabag (Prime Video)
  - Barry (HBO)
  - Mme Maisel, femme fabuleuse (Prime Video)
  - Poupée russe (Netflix)
  - Veep (HBO)

#### Meilleur casting dans une mini-série, un téléfilm ou un spécial
- Dans leur regard (Netflix)
  - Chernobyl (HBO)
  - Escape at Dannemora (Showtime)
  - Fosse/Verdon (FX)
  - Sharp Objects (HBO)

#### Meilleur casting dans un programme de Télé-réalité
- Queer Eye (Netflix)
  - Born This Way (en) (A&E)
  - RuPaul's Drag Race (VH1)
  - Shark Tank (ABC)
  - The Voice (NBC)